# Raiffeisen-Volksbank Fresena
Die Raiffeisen-Volksbank Fresena eG ist eine deutsche Genossenschaftsbank mit Sitz in der niedersächsischen Stadt Norden im Landkreis Aurich in Ostfriesland.

## Geschichte
In Dornum wurde am 13. Juni 1896 das älteste bekannte Vorgängerinstitut der heutigen Bank gegründet. Die heutige Raiffeisen-Volksbank Fresena eG entstand im Jahr 2001 durch die Fusion der Brookmerlander Raiffeisenbank eG mit dem Sitz in Marienhafe mit der Raiffeisenbank Hage-Dornum-Großheide eG mit dem Sitz in Hage und der Raiffeisen+Volksbank Norden eG mit dem Sitz in Norden. Der Begriff Fresena ist ein Wort aus dem friesischen Wahlspruch Eala Frya Fresena und wird gelegentlich als zentraler Ausdruck der Friesischen Freiheit hervorgehoben.
Die Brookmerlander Raiffeisenbank eG entstand im Jahr 1998 aus der Fusion der Raiffeisenbank Brookmerland eG mit dem Sitz in Marienhafe und der Brookmerlander Bank eG mit dem Sitz in Südbrookmerland. Die Raiffeisenbank Brookmerland eG entstand im Jahr 1990 aus der Fusion der Raiffeisenbank Leezdorf eG mit dem Sitz in Leezdorf und der Raiffeisenbank Marienhafe eG mit dem Sitz in Marienhafe.
Im Jahr 1998 entstand ebenfalls die Raiffeisenbank Hage-Dornum-Großheide eG durch der Fusion der Raiffeisenbank Dornum-Arle eG mit dem Sitz in Dornum und der Raiffeisenbank Hage eG mit dem Sitz in Hage.
Durch die Fusion der Raiffeisenbank Dornum eG mit dem Sitz in Dornum im Jahr 1985 mit der Raiffeisenbank Arle mit dem Sitz in Arle entstand die Raiffeisenbank Dornum-Arle eG.
Die damalige Raiffeisen - Volksbank Norden eG fusionierte im gleichen Jahr ebenfalls, und zwar mit der Juister Volksbank eG mit dem Sitz in Juist. Die ehemalige Volksbank Norden eG fusionierte im Jahr 1974 mit der Volksbank Norderney eG mit dem Sitz in Norderney und im Jahr 1989 mit der ebenfalls in Norden ansässigen Raiffeisenbank eG Norden zur Raiffeisen - Volksbank Norden eG.
Im Jahr 2024 fusionierte die Raiffeisen-Volksbank Fresena eG mit der Volksbank Esens eG.

## Rechtsverhältnisse
Die Raiffeisen-Volksbank Fresena eG ist im Genossenschaftsregister beim Amtsgericht Aurich unter GnR 100008 eingetragen.

## Organisationsstruktur
Rechtsgrundlagen sind das Genossenschaftsgesetz und die durch die Vertreterversammlung beschlossene Satzung. Organe der Bank sind der Vorstand, der Aufsichtsrat und die Vertreterversammlung.

## Sicherungseinrichtung
Die Raiffeisen-Volksbank Fresena eG ist der amtlich anerkannten Sicherungseinrichtung des Bundesverbandes der Deutschen Volksbanken und Raiffeisenbanken GmbH und der zusätzlichen freiwilligen Sicherungseinrichtung des Bundesverbandes der Deutschen Volksbanken und Raiffeisenbanken e.V. angeschlossen.

## Geschäftsausrichtung
Die Raiffeisen-Volksbank Fresena eG betreibt das Universalbankgeschäft. Im Verbundgeschäft arbeitet sie mit der DZ Bank, R+V Versicherung, Bausparkasse Schwäbisch Hall, Teambank, VR Smart Finanz und der Union Investment zusammen.

## Geschäftsgebiet
Das Geschäftsgebiet im nordwestlichen Ostfriesland umfasst den ehemaligen Landkreis Norden, die Gemeinde Südbrookmerland, den nördlichen Teil des Landkreises Wittmund und die Inseln Borkum, Juist, Norderney, Baltrum, Langeoog und Spiekeroog.